# 向條
向條（？—？），字文豹，襄陽宜城人，蜀漢、西晉官員。

## 生平
延熙十年（247年）其父向朗逝世，條襲封父爵顯明亭侯。景耀中，擔任御史中丞。蜀亡後仕晉，官至江陽太守、南中軍司馬。

## 親屬

### 父
- 向朗，字巨達，蜀漢大臣。

### 從兄弟
- 向寵，同為蜀漢官吏。
- 向充，向寵弟曾當射聲校尉尚書。